# Skytrax
Skytrax — влиятельная британская частная консалтинговая компания, специализирующаяся на изучении качества предоставляемых услуг различными авиакомпаниями и аэропортами. Основана в 1989 году. Предоставляет информацию о более чем 210 авиакомпаниях и 65 аэропортах на основе различных видов опросов пассажиров. На сайте компании пассажиры также могут оставлять свои отзывы об услугах авиакомпаний и аэропортов.

## Опросы Skytrax
Компания ежегодно проводит различные опросы пассажиров, с целью оценить качество сервиса авиаперевозчиков и аэропортов. Опрашиваются случайные выборки пассажиров на месте, по телефону, а также клиенты могут самостоятельно принимать участие в регулярно проводящихся онлайн-опросах, размещённых на официальном сайте Skytrax.
Ключевыми опросами Skytrax являются:

### World Airline Passenger Satisfaction Survey
Это мировой опрос пассажиров о качестве сервиса авиакомпаний. Опрашиваемым предложено оценить полный пакет предоставляемых услуг, а именно:
- Сайт авиакомпании, изложенность информации на нём, удобство онлайн-бронирования билетов, получение посадочного талона по интернету и другие онлайн-услуги
- Скорость, эффективность регистрации на рейс, посадки на борт
- Состояние, оформление, чистота салона самолета
- Развлечения на борту
- Экипаж: форма, отношение к пассажирам, эффективность работы
- Качество бортового питания
- Комфортабельность кресел
- и другие критерии

### World Airport Customer Satisfaction Survey
Оценивается качество услуг, предлагаемых аэропортами разных стран. Проверяются такие критерии, как:
- Эффективность работы персонала аэропорта
- Размеры очередей у стоек паспортного контроля
- Скорость выдачи багажа по прибытии
- Магазины, кафе, рестораны, возможность выхода в интернет и прочие удобства
- Бизнес-залы, помещения для официальных делегаций
- Чистота терминалов
- и другие

### Авиакомпания года
Опрашиваемые голосуют за лучшую, по их мнению, авиакомпанию. Опрос проводится ежегодно, а его результаты можно найти на официальном сайте компании. В таблице приведены лучшие три авиакомпании за разные годы:
| Год  | 1-е место          | 2-е место                  | 3-е место          |
| ---- | ------------------ | -------------------------- | ------------------ |
| 2001 | Emirates           | Singapore Airlines         | Cathay Pacific     |
| 2002 | Emirates           | Cathay Pacific             | Singapore Airlines |
| 2003 | Cathay Pacific     | Emirates                   | Singapore Airlines |
| 2004 | Singapore Airlines | Emirates                   | Cathay Pacific     |
| 2005 | Cathay Pacific     | Qantas                     | Emirates           |
| 2006 | British Airways    | Qantas                     | Cathay Pacific     |
| 2007 | Singapore Airlines | Thai Airways International | Cathay Pacific     |
| 2008 | Singapore Airlines | Cathay Pacific             | Qantas             |
| 2009 | Cathay Pacific     | Singapore Airlines         | Asiana Airlines    |
| 2010 | Asiana Airlines    | Singapore Airlines         | Qatar Airways      |
| 2011 | Qatar Airways      | Singapore Airlines         | Asiana Airlines    |
| 2012 | Qatar Airways      | Asiana Airlines            | Singapore Airlines |
| 2013 | Emirates           | Qatar Airways              | Singapore Airlines |
| 2014 | Cathay Pacific     | Qatar Airways              | Singapore Airlines |
| 2015 | Qatar Airways      | Singapore Airlines         | Cathay Pacific     |
| 2016 | Emirates           | Qatar Airways              | Singapore Airlines |
| 2017 | Qatar Airways      | Singapore Airlines         | All Nippon Airways |
| 2018 | Singapore Airlines | Qatar Airways              | All Nippon Airways |
| 2019 | Qatar Airways      | Singapore Airlines         | All Nippon Airways |

### Аэропорт года
Пассажиров исследователи Skytrax ежегодно просят отметить лучшие аэропорты в мире. Премия носит название World Airport Awards.
Таблица ниже показывает лучшую тройку аэропортов с 1999 года:
| Год  | Золото                              | Серебро                                                      | Бронза                              |
| ---- | ----------------------------------- | ------------------------------------------------------------ | ----------------------------------- |
| 1999 | Амстердамский аэропорт Схипхол      | не присуждалась                                              | не присуждалась                     |
| 2000 | Аэропорт Чанги Сингапура            | не присуждалась                                              | не присуждалась                     |
| 2001 | Аэропорт Гонконга Чхеклапкок        | Аэропорт Куала-Лумпура                                       | Аэропорт Чанги Сингапура            |
| 2002 | Аэропорт Гонконга Чхеклапкок        | Аэропорт Чанги Сингапура                                     | Аэропорт Сиднея                     |
| 2003 | Аэропорт Гонконга Чхеклапкок        | Аэропорт Чанги Сингапура                                     | Международный аэропорт Дубая        |
| 2004 | Аэропорт Гонконга Чхеклапкок        | Аэропорт Чанги Сингапура                                     | Амстердамский аэропорт Схипхол      |
| 2005 | Аэропорт Гонконга Чхеклапкок        | Аэропорт Чанги Сингапура                                     | Международный аэропорт Сеула Инчхон |
| 2006 | Аэропорт Чанги Сингапура            | Аэропорт Гонконга Чхеклапкок                                 | Международный аэропорт Мюнхена      |
| 2007 | Аэропорт Гонконга Чхеклапкок        | Международный аэропорт Сеула Инчхон Аэропорт Чанги Сингапура | -                                   |
| 2008 | Аэропорт Гонконга Чхеклапкок        | Аэропорт Чанги Сингапура                                     | Международный аэропорт Сеула Инчхон |
| 2009 | Международный аэропорт Сеула Инчхон | Аэропорт Гонконга Чхеклапкок                                 | Аэропорт Чанги Сингапура            |
| 2010 | Аэропорт Чанги Сингапура            | Международный аэропорт Сеула Инчхон                          | Аэропорт Гонконга Чхеклапкок        |
| 2011 | Аэропорт Гонконга Чхеклапкок        | Аэропорт Чанги Сингапура                                     | Международный аэропорт Сеула Инчхон |
| 2012 | Международный аэропорт Сеула Инчхон | Аэропорт Чанги Сингапура                                     | Аэропорт Гонконга Чхеклапкок        |
| 2013 | Аэропорт Чанги Сингапура            | Международный аэропорт Сеула Инчхон                          | Амстердамский аэропорт Схипхол      |
| 2014 | Аэропорт Чанги Сингапура            | Международный аэропорт Сеула Инчхон                          | Международный аэропорт Мюнхена      |
| 2015 | Аэропорт Чанги Сингапура            | Международный аэропорт Сеула Инчхон                          | Международный аэропорт Мюнхена      |
| 2016 | Аэропорт Чанги Сингапура            | Международный аэропорт Сеула Инчхон                          | Международный аэропорт Мюнхена      |
| 2017 | Аэропорт Чанги Сингапура            | Международный аэропорт Токио Ханэда                          | Международный аэропорт Сеула Инчхон |
| 2018 | Аэропорт Чанги Сингапура            | Международный аэропорт Сеула Инчхон                          | Международный аэропорт Токио Ханэда |
| 2019 | Аэропорт Чанги Сингапура            | Международный аэропорт Токио Ханэда                          | Международный аэропорт Сеула Инчхон |
| 2020 | Аэропорт Чанги Сингапура            | Международный аэропорт Токио Ханэда                          | Международный аэропорт Доха Хамад   |
| 2021 | Международный аэропорт Доха Хамад   | Международный аэропорт Токио Ханэда                          | Аэропорт Чанги Сингапура            |

## Оценивание качества
Skytrax оценивает предоставляемые услуги авиакомпаний и аэропортов количеством так называемых «звезд». Максимум: пять звёзд может быть присвоено. Компании и аэропорты с менее чем двумя звёздами показывают плохое качество обслуживания, трехзвездочные аэропорты и авиакомпании являются удовлетворительными. Четыре звезды обусловливают хорошее качество сервиса, в то время как пять звёзд показывают великолепное качество предоставляемых услуг. Всего лишь шесть авиакомпаний и четыре аэропорта могут иметь пять звёзд. В 2019 году пять звёзд впервые получил российский аэропорт «Платов».